# Jairo Rodrigues
Jairo Rodrigues Peixoto Filho (sinh ngày 31 tháng 12 năm 1992), hay Jairo Rodrigues là một cầu thủ bóng đá chuyên nghiệp người Brasil thi đấu ở vị trí trung vệ cho câu lạc bộ Hoàng Anh Gia Lai.

## Sự nghiệp
Khi còn là một cầu thủ trẻ, Jairo thi đấu cho Goiás EC và Santos.
Vào tháng 7 năm 2012, có thông báo rằng Jairo đã ký hợp đồng với Botev Vratsa ở Bulgaria. Anh ra mắt tại A Group trong trận đấu với Beroe Stara Zagora vào ngày 11 tháng 8, chơi trọn vẹn 90 phút. Hai tuần sau, anh phản lưới nhà và bị đuổi khỏi sân trong thất bại 0–3 của Botev trước Lokomotiv Sofia.
Vào tháng 8 năm 2014, Jairo ký hợp đồng với câu lạc bộ Bồ Đào Nha Trofense.
Ngày 22 tháng 9 năm 2015, sau hai tuần thử việc, Jairo ký hợp đồng với Neftchi Baku đến tháng 5 năm 2016.

## Danh hiệu
CS Hunedoara
- Liga III: 2021–22

## Thống kê sự nghiệp
Tính đến trận đấu diễn ra ngày 20 tháng 10 năm 2019
| Câu lạc bộ          | Mùa giải            | Giải vô địch              | Giải vô địch | Giải vô địch | Cúp Quốc gia | Cúp Quốc gia | Cúp Liên đoàn | Cúp Liên đoàn | Châu lục | Châu lục | Tổng | Tổng |
| Câu lạc bộ          | Mùa giải            | Hạng                      | Trận         | Bàn          | Trận         | Bàn          | Trận          | Bàn           | Trận     | Bàn      | Trận | Bàn  |
| ------------------- | ------------------- | ------------------------- | ------------ | ------------ | ------------ | ------------ | ------------- | ------------- | -------- | -------- | ---- | ---- |
| Botev Vratsa        | 2012–13             | A Group                   | 21           | 0            | 0            | 0            | —             | —             | —        | —        | 21   | 0    |
| Trofense            | 2014–15             | LigaPro                   | 26           | 1            | 1            | 0            | 2             | 0             | —        | —        | 29   | 1    |
| Neftchi Baku        | 2015–16             | Azerbaijan Premier League | 20           | 2            | 5            | 0            | —             | —             | 0        | 0        | 25   | 2    |
| Neftchi Baku        | 2016–17             | Azerbaijan Premier League | 13           | 0            | 4            | 0            | —             | —             | 4        | 1        | 21   | 1    |
| Neftchi Baku        | Tổng                | Tổng                      | 33           | 2            | 9            | 0            | 2             | 0             | 4        | 1        | 46   | 3    |
| Sepahan S.C.        | 2017–18             | Persian Gulf Pro League   | 7            | 0            | 0            | 0            | —             | —             | —        | —        | 7    | 0    |
| Montedio Yamagata   | 2018                | J2 League                 | 2            | 0            | 1            | 0            | —             | —             | —        | —        | 3    | 0    |
| Kerala Blasters     | 2019                | Indian Super League       | 2            | 0            | 0            | 0            | —             | —             | —        | —        | 2    | 0    |
| Khánh Hòa           | 2023                | V.League 1                | 5            | 1            | 1            | 0            | —             | —             | —        | —        | 6    | 1    |
| Tổng cộng sự nghiệp | Tổng cộng sự nghiệp | Tổng cộng sự nghiệp       | 91           | 3            | 11           | 0            | 2             | 0             | 4        | 1        | 108  | 4    |